# سعاد صليبي
سعاد صليبي، هي كاتبة وروائية لبنانية مقيمة في الإمارات. حاصلة على جائزة المرأة العربية 2016 عن فئة الأدب. مؤسسة لدار نشر خاص بها، وحاصلة على شهادة دكتوراة فخرية.

## الأعمال الأدبية
التأليف:
- نصف المرأة 2006
- رواية نضال 2008
- رواية إبرة خيط ورجل 2014
- رواية سأعاتبك في الليل 2016.